# Dorien Haan
Dorien Haan (Goirle, 21 maart 1980) is een Nederlands actrice.
Dorien Haan is zowel op televisie te zien als in het theater. Na de havo ging ze naar de Academie voor Kleinkunst.
Ze heeft een relatie met Martijn Bovenberg. 

## Televisie
- De Vliegende Panters - bijrol (2001)
- Het Klokhuis - bijrol (2001)
- Kicken - Kim Scholten (2003)
- Rozengeur & Wodka Lime - Celine Van Reijs (2006)
- Super De Boer - (2007-2009)
- Gebak van Krul - Dora Krul (2009)
- Malaika - Maria (2013)
- Keukenkampioen - 2013-
- Flikken Maastricht - Jolanda Verbiest (2017)

## Film
- On Stage, 2004, Dorien
- Joyride, 2005, Roos

## Theater
- Spelen Met Vuur, 1996
- De Uitverkorenen, 1999
- Verdi E Morto, 2000
- Paul De Leeuw, Concert In Ahoy, 2000
- OidPius, 2001
- Official Tribute To The Blues Brothers, 2002/2003
- Een Zomerzotheid, 2004
- NEST, 2004/2005
- Amsterdams Kleinkunst Festival, 2006
- Doe Maar!, 2007
- De brakke zondag (Paradevoorstelling) 2008
- Op Reis Met De Gouden Boekjes, 2008
- Ja zuster, nee zuster, 2009/2010
- Het mooiste van Sesamstraat, 2011/2011
- Stationsstraat 169huis, 2011
- Hommage aan Annie MG Schmidt, 2011
- De Drentse Bluesopera, 2011
- Help, ik heb mijn vrouw zwanger gemaakt, 2011/2012
- Waarom mannen seks willen en vrouwen liefde, 2013/2014

## Reclamespot(s)
- Super de Boer, 2007-2009